# Ottsy i deti
Ottsy i deti (russisk: Отцы и дети) er en sovjetisk spillefilm fra 1958 af Adolf Bergunker og Natalja Rasjevskaja.

## Medvirkende
- Viktor Avdjusjko som Jevgenij Bazarov
- Eduard Martsevitj som Arkadij Kirsanov
- Aleksej Konsovskij som Nikolaj Kirsanov
- Bruno Frejndlikh som Pavel Kirsanov
- Izolda Izvitskaja som Fenitjka